# Trojan Instrumentals Box Set
A Trojan Instrumentals Box Set egy háromlemezes hangszeres reggae válogatás.  1999-ben adta ki a Trojan Records kiadó.

## Számok

### CD 1
1. The Harry J All Stars - Liquidator
2. The Crystalites - James Ray
3. The Hippy Boys - Capo
4. Lynn Taitt & The Jets - Napoleon Solo
5. Joe Gibbs & The Love Generation - Fat Dog
6. Baba Brooks - One Eyed Giant
7. The G.G. All Stars - Champion
8. Herman Marquis - Tom's Version
9. Lester Sterling - Tribute To King Scratch
10. Augustus Pablo - East Of The River Nile
11. Don Drummond - Eastern Standard Time
12. Johnny Dizzy Moore - Reflections Of Don D
13. Los Cabbeleros Orchestra - Make Yourself Comfortable
14. Tommy McCook - The Rooster
15. Lloyd Chambers - In The Spirit
16. Val Bennett - Tons Of Gold
17. The Upsetters - For A Few Dollars More

### CD 2
1. Val Bennett - The Russians Are Coming (Take Five)
2. Boris Gardiner - Scarface
3. Carl Cannonball Bryan - Soul Scorcher
4. Winston Wright - Top Secret
5. The Upsetters - Return To Django
6. Roy Richards - Contact
7. Baba Brooks - Guns Fever
8. The JJ All Stars - Memphis Underground
9. The Hippy Boys - The Hippys Are Here
10. Neville Hinds - Tit For Tat
11. Roland Alphonso - El Torro
12. Lloyd Charmers - Death A Come
13. Tommy McCook - The Saint
14. The Harry J All Stars - My Cherie Amour
15. Lyn Taitt & The Jets - El Casino Royale
16. The Crystalites - Bombshell

### CD 3
1. The Upsetters - Clint Eastwood
2. Carl Cannonball Bryan - Way Of Life
3. Winston Wright - Heads Or Tails
4. The Silverstars - Last Call
5. Roland Alphonso - El Pussy Cat Ska
6. Boris Gardiner - Memories Of Love
7. The Blenders - Decimal Currency
8. Tommy McCook - Eight Years After
9. Val Bennett - Jumping With Mr Lee
10. The Beverley's All Stars - The Monster
11. The Baba Brooks Band - Seven Guns Alive
12. The Hippy Boys - Cloudburst
13. Gladdy Anderson & Lyn Taitt & The Jets - Love Me Forever
14. The Harry J All Stars - Don't Let Me Down
15. Don Drummond - Green Island
16. The G.G. All Stars - Barabus
17. The Crystalites - Stop That Man

## Külső hivatkozások
- https://web.archive.org/web/20071014214938/http://roots-archives.com/release/3737
- http://www.savagejaw.co.uk/trojan/trbcd007.htm Archiválva 2007. december 11-i dátummal a Wayback Machine-ben